# Гудушаури, Отари Наскидович
Отари Наскидович Гудушаури (груз. ოთარ ღუდუშაური; 17 мая 1925 — 22 декабря 1991) — грузинский хозяйственный, государственный и политический деятель, доктор медицинских наук (1965), академик АН Грузинской ССР (1974).

## Биография
Родился в 1925 году в Тбилиси. Член КПСС с 1947 года.
С 1945 года — на хозяйственной, общественной и политической работе. В 1945—1991 гг. — заведующий кафедрой Тбилисского государственного медицинского института, генеральный директор НПКЭЦ травматологии и ортопедии. 
За цикл работ по разработке нового метода лечения больных с повреждениями и заболеваниями ОДА, внедрению этого метода в широкую практику здравоохранения и созданию нового научно-практического направления в травматологии и ортопедии был удостоен Ленинской премии в 1978 году.
За создание методов восстановления функции кисти с помощью аппаратов чрескостной фиксации и реконструктивных операций был удостоен Государственной премии СССР в области техники 1987 года.
Весной 1989 года избран народным депутатом СССР от Самтредского территориального избирательного округа № 668 Грузинской ССР.
Умер в 1991 году.